# 瞳のメロディ
「瞳のメロディ」（ひとみのメロディ）は、BOYFRIENDの楽曲。彼らの日本での3枚目のシングルとして2013年3月27日にBeingから発売された。

## 解説
BOYFRIEND初のアニメタイアップシングル。タイトル曲『瞳のメロディ』は『名探偵コナン』エンディングテーマ。千葉テレビ放送では「ハピはぴ・モーニング〜ハピモ〜」の3-4月エンディングテーマに使用。

## 収録曲

### 初回限定盤（CD＋DVD）
1. 瞳のメロディ
作詞：La Terre　作曲：K&K Factory　編曲：宗像仁志
読売テレビ・日本テレビ系全国ネットアニメ『名探偵コナン』エンディングテーマ
2. TO MOON [4:11][1]
作詞：SONG SOO YOON・Keiko Serizawa　作曲：HAN JAE HO・KIM SEUNG SOO・AN JUN SUNG　編曲：HAN JAE HO・KIM SEUNG SOO・AN JUN SUNG・HONG SEUNG HYUN
3. 瞳のメロディ (Instrumental)
4. TO MOON (Instrumental)

### 名探偵コナン初回生産限定盤（CD）
1. 瞳のメロディ
2. 瞳のメロディ (Instrumental)
3. 瞳のメロディ (TV SIZE)

### ローソンHMV限定盤（CD＋豪華フォトブック）
1. 瞳のメロディ
2. TO MOON
3. 瞳のメロディ (Instrumental)
4. TO MOON (Instrumental)

### 通常盤（CD）
1. 瞳のメロディ
2. TO MOON
3. 瞳のメロディ (Instrumental)
4. TO MOON (Instrumental)